# Otakar Vlach
Otakar Vlach (1. října 1907 – ???) byl český a československý politik Komunistické strany Československa a poúnorový poslanec Národního shromáždění ČSR.

## Biografie
Ve volbách roku 1954 byl zvolen za KSČ do Národního shromáždění ve volebním obvodu Praha-město. V parlamentu setrval do konce funkčního období, tedy do voleb roku 1960.
V srpnu 1954 se uvádí jako pracovník ČKD Sokolovo v Praze, který se zasloužil o úsporu pracovních sil tím, že prosadil novou metodu vyrovnávání plechů plamenem. Toho roku mu byl udělen Řád republiky. V jiném zdroji z roku 1954 je profesně uváděn jako rovnač plechů v ČKD Sokolovo.